# The Walking Dead: A Telltale Games Series
Pour les articles homonymes, voir The Walking Dead.
Pour le jeu vidéo de 2012, voir The Walking Dead (jeu vidéo).
Tirée des comics The Walking Dead de Robert Kirkman, The Walking Dead: A Telltale Games Series est une série de jeux vidéo débutée par Telltale Games en 2012 et terminée par Skybound Games en 2018, déclinée en cinq jeux épisodiques. Elle a remporté de nombreuses récompenses,.

## Trame générale
Bien qu'elle ne soit pas le personnage jouable de tous, les jeux nous racontent l'histoire de Clémentine, une jeune fille évoluant dans l'univers de The Walking Dead depuis le début de l'apocalypse. Le personnage sera amené à faire face à plusieurs situations difficiles ainsi qu'à rencontrer d'autres survivants au cours de son aventure. 

## Système de jeu et conception
A l'image des autres jeux développés par Telltale Games, cette série se compose d'épisodes se jouant sous forme de point & click. Le joueur fera, tout au long de son aventure, des choix qui auront un impact sur la trame générale de l'histoire et offriront plusieurs fins possibles à son aventure. Des phases de combat sont également disponibles et se jouent sous la forme de Quick time event.
Largement acclamée dès sa sortie, la conclusion de cette série a néanmoins été mise 
en péril fin d'année 2018 à la suite de nombreux licenciements suivis d'une fermeture brutale du studio de jeux Telltale en plein développement de son Ultime Saison.
Ce dernier opus n'étant que partiellement terminé et sans studio pour le développer, c'est l'éditeur Skybound Games qui se chargera de clore son histoire, au plus grand plaisir des fans de la licence, en développant et publiant les deux derniers épisodes courant 2019, lui permettant ainsi de délivrer une œuvre 
complète de 4 saisons (hors épisodes bonus).
Le 10 septembre 2019 signe l'arrivée d'une édition spéciale de la série de jeux vidéos nommée "The Walking Dead: The Telltale Definitive Series" ou l'on peut y retrouver l'ensemble des épisodes de la série dans un seul et même pack de jeux, permettant aux joueurs consoles de retracer l'ensemble de leur histoire dans un format condensé, complet et amélioré graphiquement à l'aide du cel-shading incorporé à l'œuvre. D'autres éléments sont d'ailleurs compris dans le pack comme les musiques, les planches de décors et de personnages ainsi qu'une visionneuse 3D avec dialogues activables.
Une version PC est parue en octobre 2020.

## Jeux
| 2012 | The Walking Dead                                |
| 2013 | The Walking Dead : Saison 2                     |
| 2014 |                                                 |
| 2015 |                                                 |
| 2016 | The Walking Dead: Michonne                      |
| 2016 | The Walking Dead: A New Frontier                |
| 2017 |                                                 |
| 2018 | The Walking Dead : L'Ultime Saison              |
| 2019 | The Walking Dead : A Telltale Definitive Series |

| Jeu                                              | Plateforme                                                                         | Date de sortie | Notes                                           |
| ------------------------------------------------ | ---------------------------------------------------------------------------------- | -------------- | ----------------------------------------------- |
| The Walking Dead                                 | Microsoft Windows, Playstation 3,PlayStation 4, Xbox360,Xbox One, Nintendo Switch  | 2012 - 2018    | Développée par Telltale Games et Skybound Games |
| The Walking Dead : Saison 2                      | Microsoft Windows, Playstation 3,PlayStation 4, Xbox360, Xbox One, Nintendo Switch | 2013 - 2020    | Développée par Telltale Games et Skybound Games |
| The Walking Dead: Michonne                       | Microsoft Windows, Playstation 3,PlayStation 4, Xbox One                           | 2016           | Développée par Telltale Games et Skybound Games |
| The Walking Dead: A New Frontier                 | Microsoft Windows, PlayStation 4, Xbox One, Nintendo Switch                        | 2016 - 2020    | Développée par Telltale Games et Skybound Games |
| The Walking Dead : L'Ultime Saison               | Microsoft Windows, PlayStation 4, Xbox One, Nintendo Switch                        | 2018 - 2019    | Développée par Telltale Games et Skybound Games |
| The Walking dead: The Telltale Definitive Series | Microsoft Windows, PlayStation 4, Xbox One, PlayStation 5                          | 2019-2020      | Développée par Skybound Games                   |